# Benčič
Benčič  je priimek v Sloveniji, ki ga je po podatkih Statističnega urada Republike Slovenije na dan 1. januarja 2010 uporabljalo 294 oseb in je med vsemi priimki po pogostosti uporabe uvrščen na 1.336. mesto.

## Znani nosilci priimka
- Boris Benčič (1957—2002), slikar, fotograf, oblikovalec, filmski animator in ustvarjalec
- Boštjan Benčič, glasbenik kontrabasist
- Darja Potočnik Benčič, farmacevtka, predsednica Lekarniške zbornice Slovenije
- Dragomir Benčič - Brkin (1911—1967), partizanski politični komisar, general JLA, narodni heroj
- Eda Benčič Mohar (*1958), etnologinja, konservatorka
- Fiorella Benčič, nekdanja ravnateljica, narodnopolitična delavka, predsednica društva Slovencev občine Milje "Kilijan Ferluga"
- Lavoslava Benčič, intermedijska umetnica